# 실리콘 액정표시장치
실리콘 액정표시장치(Liquid crystal on silicon, LCoS 또는 LCOS)는 실리콘 백플레인 위에 액정 층을 사용하는 소형 반사형 액티브 매트릭스 액정 디스플레이 또는 "마이크로디스플레이"이다. 공간 광 변조기(spatial light modulator)라고도 한다. LCoS는 처음에는 프로젝션 TV용으로 개발되었으나 이후 파장 선택 스위칭, 구조화된 조명, 근안 디스플레이 및 광학 펄스 성형에 추가로 사용되는 것으로 나타났다.
LCoS는 빛이 광 처리 장치를 통과할 수 있도록 하는 투과형 LCD를 사용하는 다른 LCD 프로젝터 기술과 다르다. LCoS는 DLP 마이크로 미러 디스플레이와 더 유사하다.

## 같이 보기
- 디지털 광원 처리